# Сульде
Су́льде, су́льдэ (монг. сүлд — «дух», «жизненная сила», «знамя») — в мифологических представлениях монгольских народов одна из душ человека, с которой связана его жизненная и духовная сила.

## Мифология
Считалось, что сульде правителя является духом-хранителем народа и воплощается в знамени (монг. туг). Поэтому и само знамя правителя становилось объектом культа, а слова сүлд и туг — синонимами. В военное время для поднятия духа армии знамёнам-сульде приносились кровавые жертвы, иногда человеческие.
Особое место занимал культ военного духа-сульде Чингисхана, являвшийся составной частью культа самого Чингиса, учреждённого его внуком Хубилай-кааном. Почитанием пользовались знамёна Чингисхана Хар сүлд («чёрное сульде») и Цагаан сүлд («белое сульде»). Предполагается, что Чёрное сульде и Белое сульде — вымышленные имена реальных приближённых Чингисхана.
Белое знамя состояло из девяти частей: главное знамя водружалось в центре, вокруг него с четырёх сторон — восемь малых. При знамени состояло девять знаменосцев. Всё его устройство было связано с символикой священного у монголов числа 9. Белое знамя изготавливалось из грив белых жеребцов, чёрное — из грив вороных жеребцов. К острию копья, игравшего роль древка, гривы привязывались длинными кистями. Для знамён были устроены святилища, разработан ритуал жертвоприношений.
Почитались знамёна-сульде и некоторых других ханов. Персонаж шаманского пантеона монголов Сульде-тенгри, покровитель людей, связан, видимо, с сульде Чингисхана.

## В художественной литературе
В исторической трилогии Василия Яна «Нашествие монголов» понятие приобретает несколько иную трактовку. У Яна Сульдэ — великий и свирепый бог войны, дающий победу самым доблестным, покровитель монголов. Именно Сульдэ приносит победы Чингиз-хану, и «для этого бога за Чингиз-ханом всюду следовал никогда не знавший седла молочно-белый жеребец с черными глазами». Внук Чингиза Гуюк также держит у своего шатра неосёдланного жеребца, за которым ухаживают два шамана. Бог Сульдэ изображён на чёрном пятиугольном знамени Гуюка, на котором золотыми нитями вышит «всадник с зверским лицом». При этом Ян вкладывает в уста предводителя западного похода Бату такие слова: «Бог войны только один — наш величайший бог Сульдэ. Он невидим, и никаких истуканов ему ставить не надо».
Сульдэ доносит свою волю через шаманов, с которыми «беседует». Даровав монголам очередную победу, он требует кровавых жертв. В жертву Сульдэ были принесены русские князья и военачальники, задавленные досками после битвы на Калке.